# Oath Bound
Oath Bound — шестой студийный альбом австрийской атмосферик-блэк-метал-группы Summoning, выпущенный 31 марта 2006 года на лейбле Napalm Records. Трек «Mirdautas Vras» полностью написан на «чёрном наречии».

## Отзывы критиков
Альбом получил крайне положительные отзывы от музыкальных критиков. Рецензент metal1.info назвал Oath Bound «абсолютным шедевром». Рейден в рецензии для Metal Storm отметил «прекрасную» обложку альбома и «хорошо звучащий» вокал. По его мнению, самый лучший трек в альбоме — «Land of the Dead».
Альбом занял 12 место в списке «20 лучших альбомов 2006 года» по версии портала Metal Storm.

## Список композиций
| №                   | Название                    | Длительность |
| ------------------- | --------------------------- | ------------ |
| 1.                  | «Bauglir»                   | 2:58         |
| 2.                  | «Across the Streaming Tide» | 10:20        |
| 3.                  | «Mirdautas Vras»            | 8:13         |
| 4.                  | «Might and Glory»           | 8:26         |
| 5.                  | «Beleriand»                 | 9:27         |
| 6.                  | «Northward»                 | 8:39         |
| 7.                  | «Menegroth»                 | 8:12         |
| 8.                  | «Land of the Dead»          | 12:50        |
| Общая длительность: | Общая длительность:         | 69:08        |

## Участники записи
- Protector — вокал, гитара, клавишные
- Silenius — клавишные, вокал